# Bandiera della Guascogna
La bandiera della Guascogna è quella adottata dalla medesima regione storica della Francia. Poiché la Guascogna non ha più un'unità istituzionale dall'XI secolo, diverse versioni coesistono e sono utilizzate sul territorio.

## Descrizione
La versione attuale della bandiera consiste in uno sfondo rosso e una croce di Sant'Andrea bianca.

## Storia
L'origine di tale versione non è nota, ma si crede risalga al 1188. A questo proposito, si indica come punto di riferimento un testo del cronista Ruggero di Hoveden, il quale riferiva che papa Clemente III, al soglio dal 1187 al 1191, assegnò delle croci ai due re di Francia e d'Inghilterra (Riccardo I Cuor di Leone, in vita anche duca di Aquitania e Guascogna) alla conferenza di Gisors del 1188, e che questi sovrani le fecero proprie affiggendole sui loro vessilli nazionali. Per questo motivo si riscontrerebbero croci quali quella nera della Bretagna, quella verde della Lorena, quella gialla dell'Italia e della Svezia, la croce di Sant'Andrea rossa della Borgogna e quella bianca della Guascogna. Nel volume 14 de La Grande Encyclopédie, pubblicato in Francia dal 1886 al 1902 da Henri Lamirault, si afferma che: 
Una versione moderna del blasone (blu e rossa con un covone di grano e leone) fu creata a Versailles dal giudice di gabinetto delle armi (capo del protocollo) del re francese Luigi XIV nel 1697-1709, per aggiungere simbolicamente la provincia allo stemma reale francese.
La riscoperta avvenuta in tempi recenti della bandiera storica della Guascogna dovrebbe trasmettere l'identità e i valori che fanno di questa provincia una terra di "douceur de vivre" (dolcezza della vita): clima mite, genuinità delle relazioni, convivialità, buoni vini e ottima cucina.